# Квінт Клелій Сікул
Квінт Клелій Сікул (лат. Quintus Cloelius Siculus; ? — після 498 до н. е.) — політичний, державний та військовий діяч часів ранньої Римської республіки, консул 498 до н. е.

## Життєпис
Походив з патриціанського роду Клеліїв. Про життя відомо замало.
У 498 до н. е. обрано консулом разом з Титом Ларцієм Флавом. Того року почалася Перша Латинська війна. За рішенням сенату консулам було довірено було обрати диктатора. Квінт Клелій призначив диктатором свого колегу — Тита Ларція Флава.
З того часу про подальшу долю Квінта Клелія Сікула згадок немає.